# Parafia Najświętszej Maryi Panny Wniebowziętej w Ołpinach
Parafia pw. Najświętszej Maryi Panny Wniebowziętej w Ołpinach – parafia rzymskokatolicka znajdująca się w diecezji tarnowskiej w dekanacie Ołpiny. Erygowana w 1384. Mieści się pod numerem 56. Prowadzą ją księża diecezjalni.